# Пешаварская семёрка
Исламский союз моджахедов Афганистана (пушту د افغانستان د مجاهدینو اسلامي اتحادیه‎) (разг. «Пешава́рская семёрка» и «Альянс семи», также «Союз 7») — военно-политический союз лидеров афганских моджахедов в период Советско-Афганской войны (1979—1989). Создан в 1982 году, штаб-квартира располагалась в г. Пешавар, Пакистан. Был представлен лидерами различных фундаменталистских исламских партий, преимущественно пуштунского большинства — представителей суннитского направления в исламе, выступающих за военное свержение светского режима Демократической Республики Афганистан.

## Описание
Использовался также, как инструмент привлечения финансовой и военной помощи от США, (в рамках программы операция «Циклон» ЦРУ), Саудовской Аравии, Пакистана, государств исламского мира и западной Европы.
«Союз 7», (Пешаварская семёрка), наряду с другим политическим альянсом исламских организаций «Шиитская восьмёрка», состоящим из восьми крупных партий «афганцев-шиитов», образован с целью схожих во многом целей и задач в период Афганской войны (1979-1989) по принципу конфессиональной принадлежности партий участников, к суннитской и шиитской ветви ислама.

## «Исламский союз моджахедов Афганистана» — «Союз 7»
Афганское общество, исторически представляет собой большое количество различных социальных групп, отличающихся друг от друга этническими, конфессиональными и иными признаками, проживающих автономно, либо в тесном соседстве с другими группами. В 1981 г. различные афганские оппозиционные партии объединились в «Исламский союз моджахедов Афганистана» (ИСМА).
«Исламский союз моджахедов Афганистана» состоял из семи политических организаций:
В «Альянс 7» в числе семи исламских партий, вошли четыре фундаменталистские, провозгласившие своей главной целью создание в Афганистане исламского государства.
- «Исламская партия Афганистана» «ИПА». Её возглавлял Гульбеддин Хекматияр. Он пользовался особым расположением ЦРУ США, и получал до 40 % (процентов) всей американской помощи оппозиции.
- «Исламское общество Афганистана» «ИОА», (афг.«Джамиат-и-Ислами»), возглавляемое Бурхануддином Раббани, бывшим профессором богословия Кабульского университета.
- «Исламский Союз освобождения Афганистана» — «ИСОА». Главой этой партии был Абдул Расул Сайяф, главным образом ориентировалась на Саудовскую Аравию большую часть помощи получал от неё.
- «Исламская партия Афганистана (Юнус Халес)» — «ИПА» Ю.Халлеса, отколовшаяся от группировки Хекматьяра «ИПА» Юнуса Халеса
- «Партия национального сплочения Афганистана» — «ПНСА», лидер Саид Мансур.[источник не указан 483 дня]
- «Движение Исламской революции Афганистана» — «ДИРА». Лидер этой группировки — Мухаммад Наби Мухаммади — религиозный деятель. Среди традиционалистских партий «ДИРА» было ближе всего к фундаменталистам.

«...Силы афганских повстанцев в 80-е годы были разобщены: этнически, географически, конфессионально. Многочисленные попытки различных групп сопротивления объединиться в единую организованную силу не смогли устранить разделения их на две главные группировки: исламских фундаменталистов и умеренных националистов...» — генерал армии Махмут Гареев «Моя последняя война».
Партии «семёрки» называемые — традиционалистскими, выступали за возвращение Афганистана к дореволюционным формам правления. Это были:
- «Национальный исламский фронт Афганистана» — «НИФА», во главе стоял Сайед Ахмад Гейлани, вооружёнными отрядами командовал Абдул Рахим Вардак. Наибольшим влиянием пользовался среди афганских беженцев на территории Пакистана
- «Национальный фронт спасения Афганистана» — «НФСА», партия, возглавляемая Себгатулла Моджаддеди, была немногочисленна. Находилась на монархистских позициях, выступала за возвращение в Афганистан бывшего короля Захир Шаха, также «НФСА» во главе с М.Миром

Ряд партий и группировок, имеющие противоречия с «Исламским Союзом моджахедов», формально сохранили к нему свою принадлежность и прежние названия своих партий, поскольку при заключении «Союза 7» и принятии хартии единства в 1981 г. они в присутствии авторитетных улемов, в том числе, и прибывших из Саудовской Аравии, принесли клятву на Коране на верность о единстве в рядах «альянса», со словами: «Тот, кто изменит Союзу, будет считаться врагом Ислама и Родины».